# 生きてるだけでなんくるないさ
『生きてるだけでなんくるないさ』（いきてるだけでなんくるないさ）は、玉元栄作の闘病記。
2011年8月20日・21日に放送された『24時間テレビ34「愛は地球を救う」』（日本テレビ）内で実写ドラマ化された。
25歳で「数十万人に一人」と言われる悪性腫瘍に侵され、その後も急性骨髄性白血病など幾度の大病に見舞われた栄作の闘病生活と、栄作を支え続けた家族・友人への思いを綴った手記。
尚、玉元栄作はドラマ放送後も闘病を続けていたが、2013年9月3日に死去した。

## 書籍情報
メディア・パル社から発売され、一旦は絶版となった。しかし後述の実写ドラマ化に伴い、新装版が日本テレビ放送網より発売された。
- 『生きてるだけでなんくるないさ』メディア・パル社、2009年7月16日。ISBN 4896107535。
- 『新装版 生きてるだけでなんくるないさ』日本テレビ放送網、2011年8月5日。ISBN 4820300695。

## スペシャルドラマ
2011年8月20日の21:26 - 23:21（JST）に日本テレビ系列『24時間テレビ 愛は地球を救う34』内で放送された。主演は村上信五。視聴率は22.2%を記録した。
主演の村上や、メインキャストの渋谷すばるのほか、残る関ジャニ∞のメンバー5人も村上演じる栄作の友人役で全員出演している。関ジャニ∞のメンバー全員がドラマで共演するのは初であり、『24時間テレビ』のスペシャルドラマとしても、一つのグループのメンバーが全員出演するのは初である。

### キャスト
石嶺栄作
演 - 村上信五
25歳で悪性腫瘍を発病した主人公。原作の玉元栄作。
石嶺美香
演 - 田中麗奈
栄作の妻。
木下大輔
演 - 渋谷すばる
栄作の親友。
矢島春奈
演 - イモトアヤコ
美香の親友。
石嶺そら
演 - 渡邉このみ（子役）
栄作・美香の娘。
石嶺紗代子
演 - 高畑淳子
栄作の母。
植木容子
演 - 宮地雅子
看護師長。
安西宗則
演 - 生瀬勝久
栄作の主治医。
栄作の祖母
演 - 吉田妙子
美香の両親
演 - 大島さと子、山田明郷
病院の看護師
演 - 松岡音々
松井拓実
演 - 横山裕
栄作の友人。
岡島健太郎
演 - 丸山隆平
同上。
清水弘樹
演 - 安田章大
同上。
春口祐一
演 - 錦戸亮
同上。
工藤翔太
演 - 大倉忠義
同上。
岡本診療所の医師
演 - 俵木藤汰
白血病の時の担当医
演 - 中丸新将
その他
演 - 奥田ワレタ、ト字たかお、川岸銀次、池畑薫、

### スタッフ
- 原作：玉元栄作「生きてるだけでなんくるないさ」（日本テレビ刊）
- 脚本：篠崎絵里子
- 演出：佐久間紀佳
- 音楽：菅野祐悟
- 特殊メイク：梅沢壮一
- 技術協力：映広
- 医事協力：国立国際医療研究センター
- ロケ協力：イオンレイクタウン、沖縄フィルムオフィス、今帰仁撮影支援隊、今帰仁村(今泊地区・諸志地区)　ほか
- チーフプロデューサー：田中芳樹
- プロデューサー：加藤正俊、森雅弘（AX-ON）
- 制作協力：AX-ON
- 制作著作：日テレ

| 日本テレビ系 24時間テレビスペシャルドラマ | 日本テレビ系 24時間テレビスペシャルドラマ | 日本テレビ系 24時間テレビスペシャルドラマ |
| 前番組                                    | 番組名                                    | 次番組                                    |
| ----------------------------------------- | ----------------------------------------- | ----------------------------------------- |
| みぽりんのえくぼ                          | 生きてるだけでなんくるないさ              | 車イスで僕は空を飛ぶ                      |